# Бритівка

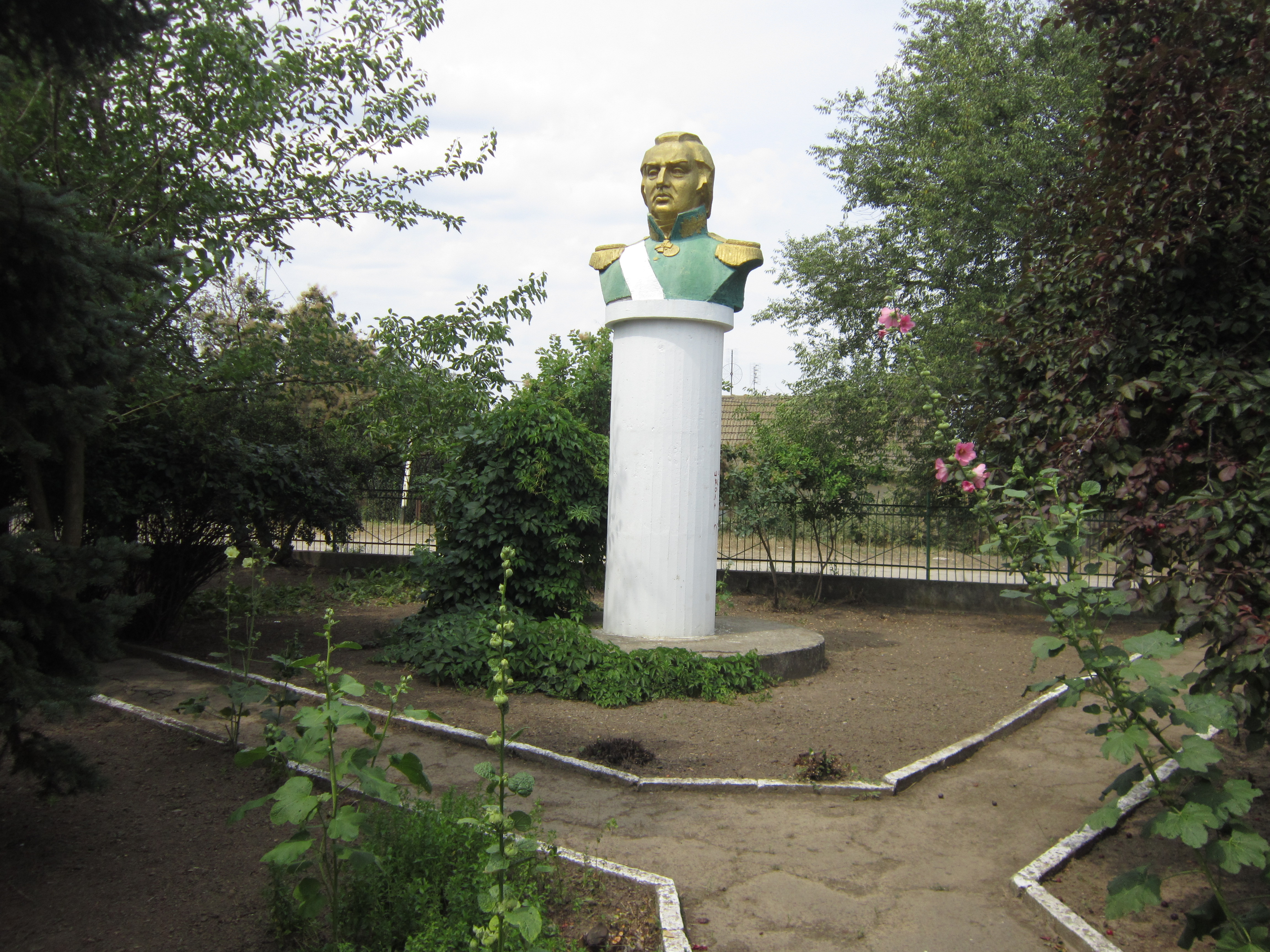
Пам'ятник М. І. Кутузову (демонтований у лютому 2025 році)

Бриті́вка (до 1875 року — Олександрталь) — село Шабівської сільської громади в Білгород-Дністровському районі Одеської області, Україна. Населення становить 2,7 тисяч осіб.

## Населення
Згідно з переписом 1989 року населення села становило 2437 осіб, з яких 1160 чоловіків та 1277 жінок.
За переписом населення 2001 року в селі мешкало 2798 осіб.

### Мова
Розподіл населення за рідною мовою за даними перепису 2001 року:
| Мова       | Відсоток |
| ---------- | -------- |
| українська | 77,32 %  |
| російська  | 21,29 %  |
| болгарська | 0,96 %   |
| молдовська | 0,21 %   |
| білоруська | 0,07 %   |
| вірменська | 0,04 %   |
| гагаузька  | 0,04 %   |